# Memoriał Huberta Jerzego Wagnera 2009
Memoriał Huberta Jerzego Wagnera 2009 – 7. edycja turnieju siatkarskiego odbyła się w dniach 20–23 sierpnia 2009 roku w hali Atlas Arena w Łodzi.

## Uczestnicy
- Chiny
- Hiszpania
- Polska
- Polska B
- Serbia
- Włochy

## Rozgrywki

### Grupa A
Tabela
| Lp. | Drużyna   | Pkt | Mecze | Mecze | Mecze | Sety | Sety | Sety  | Małe punkty | Małe punkty | Małe punkty |
| Lp. | Drużyna   | Pkt | M     | W     | P     | wyg. | prz. | ratio | zdob.       | str.        | ratio       |
| --- | --------- | --- | ----- | ----- | ----- | ---- | ---- | ----- | ----------- | ----------- | ----------- |
| 1   | Polska    | 4   | 2     | 2     | 0     | 6    | 2    | 3.000 | 193         | 174         | 1.109       |
| 2   | Chiny     | 3   | 2     | 1     | 1     | 4    | 4    | 1.000 | 182         | 182         | 1.000       |
| 3   | Hiszpania | 2   | 2     | 0     | 2     | 2    | 6    | 0.333 | 178         | 197         | 0.904       |

Źródło: fundacjawagnera.pl
Zasady ustalania kolejności: 1. liczba zdobytych punktów; 2. wyższy stosunek setów; 3. wyższy stosunek małych punktów.
Punktacja: zwycięstwo – 2 pkt; porażka – 1 pkt
Wyniki
| Data       | Drużyna 1 | Wynik | Drużyna 2 | 1     | 2     | 3     | 4     | 5 | * |
| ---------- | --------- | ----- | --------- | ----- | ----- | ----- | ----- | - | - |
| 2009-08-20 | Polska    | 3:1   | Hiszpania | 23:25 | 25:22 | 25:21 | 25:23 |   |   |
|            |           |       |           |       |       |       |       |   |   |
| 2009-08-21 | Polska    | 3:1   | Chiny     | 25:21 | 25:18 | 20:25 | 25:19 |   |   |
|            |           |       |           |       |       |       |       |   |   |
| 2009-08-22 | Hiszpania | 1:3   | Chiny     | 26:24 | 18:25 | 21:25 | 22:25 |   |   |

### Grupa B
Tabela
| Lp. | Drużyna  | Pkt | Mecze | Mecze | Mecze | Sety | Sety | Sety  | Małe punkty | Małe punkty | Małe punkty |
| Lp. | Drużyna  | Pkt | M     | W     | P     | wyg. | prz. | ratio | zdob.       | str.        | ratio       |
| --- | -------- | --- | ----- | ----- | ----- | ---- | ---- | ----- | ----------- | ----------- | ----------- |
| 1   | Włochy   | 4   | 2     | 2     | 0     | 6    | 2    | 3.000 | 184         | 162         | 1.136       |
| 2   | Serbia   | 3   | 2     | 1     | 1     | 5    | 3    | 1.667 | 179         | 163         | 1.098       |
| 3   | Polska B | 2   | 2     | 0     | 2     | 0    | 6    | 0.000 | 114         | 150         | 0.760       |

Źródło: fundacjawagnera.pl
Zasady ustalania kolejności: 1. liczba zdobytych punktów; 2. wyższy stosunek setów; 3. wyższy stosunek małych punktów.
Punktacja: zwycięstwo – 2 pkt; porażka – 1 pkt
Wyniki
| Data       | Drużyna 1 | Wynik | Drużyna 2 | 1     | 2     | 3     | 4     | 5     | * |
| ---------- | --------- | ----- | --------- | ----- | ----- | ----- | ----- | ----- | - |
| 2009-08-20 | Serbia    | 2:3   | Włochy    | 25:22 | 21:25 | 21:25 | 25:20 | 12:15 |   |
|            |           |       |           |       |       |       |       |       |   |
| 2009-08-21 | Polska B  | 0:3   | Włochy    | 16:25 | 19:25 | 23:25 |       |       |   |
|            |           |       |           |       |       |       |       |       |   |
| 2009-08-22 | Polska B  | 0:3   | Serbia    | 20:25 | 17:25 | 19:25 |       |       |   |

### Finały
| Data              | Drużyna 1         | Wynik             | Drużyna 2         | 1                 | 2                 | 3                 | 4                 | 5                 | *                 |
| Mecz o 5. miejsce | Mecz o 5. miejsce | Mecz o 5. miejsce | Mecz o 5. miejsce | Mecz o 5. miejsce | Mecz o 5. miejsce | Mecz o 5. miejsce | Mecz o 5. miejsce | Mecz o 5. miejsce | Mecz o 5. miejsce |
| ----------------- | ----------------- | ----------------- | ----------------- | ----------------- | ----------------- | ----------------- | ----------------- | ----------------- | ----------------- |
| 2009-08-23        | Polska B          | 3:0               | Hiszpania         | 25:20             | 27:25             | 25:21             |                   |                   |                   |
| Mecz o 3. miejsce |                   |                   |                   |                   |                   |                   |                   |                   |                   |
| 2009-08-23        | Chiny             | 2:3               | Serbia            | 27:25             | 19:25             | 31:29             | 21:25             | 8:15              |                   |
| Finał             |                   |                   |                   |                   |                   |                   |                   |                   |                   |
| 2009-08-23        | Polska            | 3:1               | Włochy            | 25:17             | 25:19             | 17:25             | 25:18             |                   |                   |

## Nagrody indywidualne
| Najlepszy atakujący | Najlepszy blokujący | Najlepszy serwujący | Najlepszy przyjmujący | Najlepszy libero | Najlepszy rozgrywający | Najlepszy gracz (MVP) |
| ------------------- | ------------------- | ------------------- | --------------------- | ---------------- | ---------------------- | --------------------- |
| Cristian Savani     | Daniel Pliński      | Saša Starović       | Matej Černić          | Qi Ren           | Paweł Zagumny          | Bartosz Kurek         |